# Лена Холл
Ле́на Холл (англ. Lena Hall, настоящее имя — Селина Консуэла Габриэлла Карвахаль англ. Celina Consuela Gabriella Carvajal); род. 30 января 1980) — американская актриса, певица и автор песен, солистка группы «The Deafening». Наибольшую известность ей принесли выступления в бродвейских постановках, в том числе роль Николы в мюзикле «Чумовые боты» и её работа в роли Ицхака в возобновлённом в 2014 году мюзикле «Хедвиг и злосчастный дюйм». За роль Николы она получила премию «Тони» и была номинирована на премию «Грэмми» за официальный альбом мюзикла. Она вошла в историю как первая актриса, сыгравшая роли как Хедвиг, так и Ицхака в одной и той же постановке в течение национального турне мюзикла в 2016 году.

## Личная жизнь
30 января 1980 года в Сан-Франциско (Калифорния) в семье Карлоса и Каролин (урождённая Хаузер) Карвахалей родилась девочка, которую назвали Селина Консуэла Габриэлья Карвахаль. Её отец — танцор балета, хореограф и художественный режиссёр ежегодного Фестиваля этнических танцев в Сан-Франциско, её мать была прима-балериной, а затем мастером йоги. У Селины есть филиппинские, испанские и шведские корни по отцовской линии. Её дедушка по отцовской линии приехал в Сан-Франциско в 1926 году, а её бабушка по той же линии — шведка. Её сестра — Каллиоп «Калли» Карвахаль, парикмахер.
Селин окончила Школу искусств Рут Асава в Сан-Франциско, где она впервые стала заниматься танцами и занималась в театральной школе «Young People's Teen Musical Theatre Company» в Сан-Франциско.
Впервые Селина пела для широкой публики (более 50 000 человек) на стадионе Кэндлстик-парке для Иоанна Павла II, который 18 сентября 1987 служил мессу.

### Сценическое имя
В 2013 году Селина Карвахаль выбрала сценическое имя Lena Hall, объяснив, что изначально оно создавалось для её музыкальной карьеры, но теперь она собирается использовать его и в актёрской. Она прокомментировала свой выбор на сайте Broadway.com: «Многие люди в индустрии предлагали использовать одно имя для всего. [Лена Холл] — это просто сокращения моего имени и фамилии. Так что Лена Холл — это и есть Селина Карвахаль. Мне показалось, что это более простой способ людям узнать меня. Лена Холл — приятное симметричное имя, и оно напоминает о певице Лине Хорн. И когда люди слышат моё имя, то мне хочется, чтобы они думали о певице». Позже выяснилось, что «Карвахаль» на самом деле — сценическое имя, взятое семь поколений назад и сохранённое в качестве фамилии. Холл сказала, что одна из причин того, почему она смогла отказаться от фамилии Карвахаль, — как раз то, что это такой же сценический псевдоним, и ей показалось, что её предки согласились бы с её решением.

## Карьера
Холл дебютировала на Бродвее в 1999 году в мюзикле «Кошки» в роли Демитер после первого выступления в национальном турне в 1998 году. Далее она выступила в роли Энн Релли в мюзикле «42-я улица». Также она выступила в национальном турне мюзикла «Annie Get Your Gun», где дублировала главную роль.
В 2003 году Холл появилась на сцене мюзикла «Radiant Baby» о художнике Ките Харинге в разных ролях. В 2004 году она была в оригинальном ансамбле мюзикла «Дракула», а также дублировала Келли О’Хару в роли Люси Вестерны. В 2006 году она была в оригинальном ансамбле мюзикла «Тарзан», где дублировала Дженнифер Гамбатезе в роли Джейн Портер.
В 2008 году она участвовала в реалити-шоу «Legally Blonde: The Musical – The Search for Elle Woods», откуда выбыла третьей и засветилась в мюзиклах «Green Eyes» и «Bedbugs!!!», где сыграла роль Карли на Нью-Йоркском музыкально-театральном фестивале.
В 2009 году она дублировала Лесли Критцер в роли Моники Миллер в мюзикле «Rooms: A Rock Romance». Также в 2009 году она сыграла главную роль Сары в мюзикле «The Toxic Avenger» на New World Stages.
В 2011 году она выступила в роли Дочери Океана в мюзикле «Прометей прикованный», вдохновлённом древнегреческой трагедией Эсхила, в Американском репертуарном театре, а также сыграла роль Блейз в мюзикле «Chix6». В 2013 году Холл создала роль Николы (которую в фильме играет Джемайма Рупер) в мюзикле «Чумовые боты», который выиграл премию «Тони» за лучший мюзикл.
В 2013 году её группа The Deafening выпустила альбом с оригинальными песнями под названием «Central Booking».
В 2014 году Холл была назначена на роль Ицхака в бродвейской постановке мюзикла «Хедвиг и злосчастный дюйм» (ранее эту роль играла Мириам Шор) против Нила Патрика Харриса, за которую она выиграла премию «Тони» за лучшую женскую роль второго плана в мюзикле. 4 апреля 2015 года она покинула роль, сыграв Ицхака против Харриса, Майкла Си Холла, Эндрю Рэннеллса и Джона Кэмерона Митчелла в роли Хедвиг. В 2016 году её назначили в национальном турне «Хедвиг…», который начался 2 октября 2016 года, снова на роль Ицхака, а также в одном выступлении в неделю играла главную роль Хедвиг в восьми выступлениях — она первая, кто сыграла обе роли в одной и той же постановке. Она играла роли в Сан-Франциско и Лос-Анджелесе вместе со звездой из «Glee» Дарреном Криссом.
28 сентября 2015 года Холл выпустила свой первый сольный альбом «Sin & Salvation: Live At the Carlyle», содержащий песни в исполнении Холл от разных артистов, таких как Led Zeppelin, Тори Эймос, Хозиера и Джеймса Брауна. Альбом был записан в легендарной гостинице Карлил в течение музыкального шоу Холл «Sin & Salvation», которое длилось две недели.
Среди её работ на телевидении выделяются 9 эпизодов в мыльной опере «Все мои дети» в роли Трины в 2009 году, Джуси Люси в телесериале «Образцовые бунтарки», голос Графини Колоратуры/Рары в 115-м эпизоде мультсериала «Дружба — это чудо» под названием «Гвоздь программы». В 2016 году Холл сыграла роль соблазнительного инструктора йоги в эпизоде сериала канала HBO «Девчонки». Также она исполняет песни вместе с Тони Винсентом для вымышленной группы «Dog Gone» в сериале канала PBS 2015 года «Nature Cat».
Она появилась в пяти фильмах, а именно: «Секс в большом городе» (2008), «The Graduates» (2008), «Born from the Foot» (2009), «Большой гей-мюзикл» (2009) и «Becks» (2017), где она сыграла главную роль — впервые в фильме.
В 2017 году Холл выступила в роли Пип в офф-бродвейской пьесе «How to Transcend a Happy Marriage» Сары Руль, против Марисы Томей.
В 2018 году Холл выпустила альбом под названием «Obsessed: Hedwig and the Angry Inch», содержащий песни из мюзикла.
В 2020 году Холл начала играть одну из главных ролей в постапокалиптическом сериале-триллере «Сквозь снег» (2020 — настоящее время). В сериале она сыграла мисс Одри, певицу и хозяйку «Ночного вагона», совмещающего в себе роль кабаре, релакс-салона и борделя.

## Фильмография

### Фильмы
| Год  | Название                   | Роли                     | Примечания             |
| ---- | -------------------------- | ------------------------ | ---------------------- |
| 2008 | Секс в большом городе      | Twenty-Something Girl #4 | (как Селина Карвахаль) |
| 2008 | The Graduates              | Инга                     | (как Селина Карвахаль) |
| 2009 | Born from the Foot         | Барни                    | (как Селина Карвахаль) |
| 2009 | Большой гей-мюзикл         | жена / Эва               | (как Селина Карвахаль) |
| 2014 | Russian Broadway Shut Down | лесбиянка                | Короткометражка        |
| 2017 | Becks                      | Бекс                     |                        |

### Телевидение
| Год          | Название                                                | Роли                                | Примечания                                                  |
| ------------ | ------------------------------------------------------- | ----------------------------------- | ----------------------------------------------------------- |
| 2008         | Legally Blonde: The Musical – The Search for Elle Woods | Играет саму себя                    | 5 эпизодов                                                  |
| 2008         | Все мои дети                                            | Трина (как Селина Карвахаль)        | 9 эпизодов                                                  |
| 2015         | Конь БоДжек                                             | озвучивание                         | эпизод: «Вчералэнд»                                         |
| 2015         | Образцовые бунтарки                                     | Джуси Люси                          | пилотная                                                    |
| 2015         | Дружба — это чудо                                       | Графиня Колоратура / Рара (озвучка) | эпизод: «Гвоздь программы»                                  |
| 2015 — н. в. | Nature Cat                                              | Пудель «Dog Gone» (озвучивание)     | эпизод: «The Treasure of Bad Dog Bart/Pet Sounds», сегменты |
| 2016         | Девчонки                                                | Холли                               | эпизод: «Queen for Two Days»                                |
| 2020 — н. в. | Сквозь снег                                             | мисс Одри                           | 18 эпизодов в 2 сезонах                                     |

## Дискография
- Central Booking (2012) — с The Deafening
- Sin & Salvation: Live At the Carlyle (2015) — соло
- Obsessed: Hedwig and the Angry Inch (2018) — соло

## Награды и номинации
| Год  | Награда                                | Категория                              | Номинированная работа       | Результат |
| ---- | -------------------------------------- | -------------------------------------- | --------------------------- | --------- |
| 2008 | NYMF Excellence Awards                 | Outstanding Individual Performance     | «Bedbugs!!!»                | Победа    |
| 2014 | Тони                                   | Лучшая актриса второго плана в мюзикле | «Хедвиг и злосчастный дюйм» | Победа    |
| 2014 | Премия Лиги Драмы                      | Distinguished Performance              | «Хедвиг и злосчастный дюйм» | Номинация |
| 2014 | Broadway.com Audience Awards           | Favorite Featured Actress in a Musical | «Хедвиг и злосчастный дюйм» | Номинация |
| 2015 | Грэмми                                 | Лучший театральный альбом мюзикла      | «Хедвиг и злосчастный дюйм» | Номинация |
| 2017 | Los Angeles Drama Critics Circle Award | Featured Performance                   | «Хедвиг и злосчастный дюйм» | Номинация |